# Пул (розмінна монета)
Пул (рос. пуло, араб. پول) — розмінна монета ряду Євразійських країн, яка карбувалася починаючи з XIII ст. Пули карбувалися у Золотій Орді, Афганістані, Бухарському, Кокандійському, Джунгарському та Кримському ханствах. З середини XIV до середини XVI ст. пули карбувалися на територіях князівств Північно-Східної Русі, і навіть Галичини (львівський пул). На сьогодні грошова одиниця Ботсвани та розрахункова одиниця в Афганістані.

## Версії походження назви
Припускається, що перський варіант слова пул (араб. پول) походить з дав.-гр. ὀβολός («обол»). Також існують російські версії походження назви слова — «пуло». За версією російського дослідника Орєшнікова А. В. слово «пуло» дослівно означало як «луска риби». Можливо саме за цим варіантом тонкі неправильної форми монети часто називали «лусочка» (рос. чешуйка). За версією Михайлова В. назва «пуло» виникла від слова «плювки», так як мідні монети були переважно маленьких розмірів і їх часто ховали за щокою. За версією Спаського І. Г. походження назви «пуло» від слова «фоліс» — мішечки з певною кількістю монет в Римській імперії.

## Пули Золотої орди

### Чаґатайський улус
Основна стаття Монети середньовічного Казахстану

Чаґайський улус. Пул карбований у Худжанді 1290 року

У 1225 році, незадовго до своєї смерті, він передав західні землі Центральної Азії своєму другому синові Чаґатаю, який заснував державу, відому під назвою Чагатайський улус. У 1271—1272 роках Масуд-Беком була проведена грошова реформа, згідно якої мідні посріблені дирхами були замінені на повноцінні срібні. Бл. середини 70-х років XIII ст. виникла потреба в дрібній розмінній монеті — пулах (фулуси, фельси). Мідні пули, в різні часи, карбувалися в центральних містах улусу — Самарканді, Бухарі, Ташкенті, Отрарі, Алматі, Кашгарі та ін. А також на підконтрольваних територіях в певні періоди Мавераннахру, Могулістану та східного Хорасану. Майже на всіх монетах Чаґатайського улусу карбувалася ханська тамга.

### Мухшинський улус

Анонімний пул Мухші. 1362 (744 р. Г.) рік

Пули Мукшинського улусу карбувалися на трьох монетних дворах, в його основних центрах — в Укеці, Мухші та Базджині. Пули Укеку карбувалися з перервами в 1276—1340 роки. В Мухші виготовлялися пули в 1317—1362 роки. Базджина відомий лише один тип пулів карбований в 1353 році.

### Булгарський улус

Пул із серії «решітка щастя». Кінець ХІІІ ст.

Карбування пулів Булгарського улусу Золотої Орди відбувалося переважно на монетному дворі в Білярі. Період карбування — 60-ті роки ХІІІ ст. по 90-ті роки XIV ст. Вага мідних пулів у різні періоди карбування коливалась від 1,0 до 8 гр. в різні періоди карбування. Мідні пули розділяються на 4 типи:
- 1) Серія мідних пулів «решітка щастя» / карбування Булгару
- 2) На аверсі тамга Бату-хана в трикутнику, на реверсі надписи: «в добрий час. Новий пул». Період карбування 690—734 р. Х.[8]
- 3) мідні пули з тамгою Бату-хана в 6-кутній зірці, поміж проміння дата. На реверсі надпис «пул Булгару». Час карбування 1333/34 (734 р. Х.)[9]
- 4) Анепіграфна монета з зображенням звіра, риб, квітки, сонця та ін. на аверсі. На всіх монетах Булгару карбувалася двозубцева тамга Бату-хана. Карбувалися на початку XIV ст. і до 30-х років[10].

## Пули Орда-Базару

Пул Орда-Базару. XV ст.

## Пули Хорезму

Карбувана в Хорезмі. Мідний пул часів Абдулах-хана 1370 року

Перші мідні пули Хорезму почали карбуватися за часів хана Токти у 1209 році. Середня вага пулів — 0,8-2,2 гр. За часів правління Джанібека почали карбуватися пули зі збільшеною вагою. Дослідники умовно розділили їх на фракції: 1½ (2,9 гр. та були відповідними до 3⁄5 вагових шаїри) та 2 пули (Вага бл. 4 гр. відповідні до 4⁄5 шаїрів). В 1355 році карбувалися потрійні пули (вага бл. 6 гр. відповідні до 6⁄5 шаїрів) із зображенням сонця, на фоні якого стоїть лев. За часів правління Бердібека карбувалися монети в 1 та 1½ пули. З 1365 (764 р. Г.) року і до 1391 року всі типи пулів почали карбуватися анонімно. В 1369 році карбувалися монети з умовним номіналом в 4 пули (Вага 10 гр.).

## Пули Ногайського улусу

Карбування у Сакчі. Пул. Ногай 1291 (690 р. Г) рік

Мідні пули Ногайського улусу (фуллери, або фоллери) почали карбуватися беклярбеком Ногаєм в першій половині 70-х років XIII ст. у місті Сакча. У 1300-х роках, після смерті Ногая, улус припиняє своє існування. Сакча недовгий період знаходиться в управлінні сина Ногая Чака (1273—1301/2), під керуванням Токти-хана (1291—1312). З 1301 року, після смерті Чака, хани не ставляли своїх намісників — територія управлялася самостійно. В першому десятилітті XIV ст. місто Сакча було доєднано до територій Кримського улусу. Перші мідні монети почали карбуватися з 1273 року наслідуючи візантійські мідні монети під сюзеренітетом Ногая. У 1286—1296, 1301—1313 роках карбувалися срібні та мідні монети ханів Улус Джучі. У 1310—1313 роках карбувалися мідні монети генуезької синьйорії. У другому десятилітті XIV в. мідна емісія «синьйорії за візантійською традицією» під сюзеренітетом золотоординського хана та мідні імітації монет джучидів і ногайців.

## Пули Кримського півострова

Кримський улус-юрт Золотої Орди. Мідний пул Тута-Менгу (1282—1287)

Карбування мідних пулів Кримського півострова можна розділити на 3 етапи:

### 1 етап. Золотоординське карбування пулів у Солхаті
Мідні пули Кримського улус-юрта Золотої Орди почали карбуватися за часів правління золотоординського хана Берке (1257—1266) і припинилися за часів правління хана Тохтамиша. Середня вага пулів складала 1,5-3,4 гр. Діаметр 16-21 мм. 48 пулів прирівнювалися до 1 бариката (йармак, пізніше йармак замінився дирхемом).

### 2 етап. Генуезьке карбування в Кефі за часів Золотої орди
На мідних пулах Генуезького карбування банком Святого Георгія у Кефі надкарбовувався герб Генуезької республіки — брама з трьома вежами. В основному це були анонімні пули часів правління Узбек-хана (1320—1339). Період перебування в обігу — 20-50 роки XV ст. На реверсі тамга Бату. На деяких пулах карбувалося зображення в чотирикутнику, або натомість тамги карбувався геометричний орнамент. Відомі також пули зі збереженим надписом навколо тамги: «Допомога Миру та Віри». Вага — 1,15-2,85 гр..

### 3 етап. Ханське карбування на початку утворення Кримського ханства
У 1453, 1462 рр. (858, 867 р. Х.) засновник Кримського ханства Хаджі I на монетному дворі Кирк-Ору почав карбувати мідні пули з тамгою роду Ґераїв. На аверсі монет позначалося ім'я хана: «Верховний султан Хаджі Ґерай». У 1462 році мідні пули карбуються також і на монетному дворі у Солхаті.За часів правління хана Нур-Девлета карбується нова розмінна монета на зміну пулам — мідний манґір.

## Пули удільних князівств Північно-Східної Русі

Пуло Московського улусу. XV ст.

мідні розмінні монети, які карбувалися наприкінці XIV — початку XVI століть наслідуючи спочатку дрібні монети Золотої Орди. Пуло карбувався в Городенському, Тверському, Рязанському та інших удільних князівствах Московського улусу Золотої Орди. На місцевих пулах карбувався надпис, «пуло ярославское(рос.)», «пуло твѣрское(рос.)», і.т.д. 60-70 пулів міді прирівнювалися до 1 деньги (теньги) срібла, пізніше 30-40 пулів за деньгу.

## Пуло Новгородської боярської республіки

Новгородська боярська республіка. Пуло Василя II Темного (1420—1456))

Для дрібних розрахунків почали карбуватися перші пули із зображенням голови посадного бояра, чи намісника. На реверсі карбувався напис: «пуло новагородское(рос.)». На аверсі монет московського періоду (1462—1505) карбувався двоголовий орел, але вказувалася легенда із назвою міста: «князь великого Новагорода(рос.)», або на реверсі карбувалася стара легенда: «пуло новагородское(рос.)».
Період карбування пулів — 1420—1504 роки. Середня вага монет — 0,36-0,46 грамів.

## Пуло Псковської вічової республіки

Пуло Псковської Вічевої республіки. 1490—1510 рр.

Наприкінці XV ст. у Псковській республіці почали карбувати мідні пули. Карбувалися монети 3-х типів. На 1 і 2 типу карбувався двоголовий орел — символ васальної залежності від Москви, на реверсі карбувалося позначення номіналу: «пуло псковское(рос.)». Середня вага 1 типу — 0,38 гр. 2 типу — 0,196 гр. На монетах 3-го типу карбувалася сирена, чи гарпія як і на московських пулах тих часів. Середня вага пулів 3-го типу — 0,348 гр. Мідні пули знаходилися в обігу не лише на псковських землях, але й у Твері, Новороді, Москві. Пули припинилися карбуватися незадовго до грошової реформи 1535 року.

## Львівський пул
Львівський пул — мідна монета, що карбувалася у Львові (приблизно з 1351 по 1382 рік) спеціально для Галичини в XIV—XV століттях (одночасно з квартником) за Казимира III, Людовика Угорського і його намісників Владислава Опольського і Владислава Ягайла. Карбування цієї невластивої для Польщі того часу монети вважають ознакою автономного становища Галичини у складі Польського королівства.

## Пули Кокандського ханства

Кокандське ханство. Пул, ND (бл. 1260 року хіджри) Худояр-Хан (І-ше правління) 1845—1851

Перші кокандські пули почали карбуватися за часів правління хана Нарбута-бійя (1778—1807) у 1781 (1195 р.х.) році. Монети карбувалися з міді і їх початкова вага становила від 2,25 до 4,45 гр. Останні пули Кокандського ханства карбувалися у 1863—1864 (1280—1281 р.х.) роках за часів правління Сайида Мухаммеда Худояр-хана III. Монети виготовлялися у містах Фергана та Коканді. 1 тілла дорівнювала 21 теньзі; 1 теньга = 4 дирхамам (або 1 мірі); 1 теньга = 45-60 пулам.